# Alesya Baldassari
Alesya Baldassari (Teberda, 24 juni 1982) is een Belgische schrijfster en kunstenares.

## Biografie
Baldassari werd geboren in Rusland, maar ze bracht haar jeugd door  in Minsk, Wit-Rusland, waar ze afstudeerde aan de Wit-Russische Republikeinse Hogeschool  voor de Kunsten, genoemd naar I.O Akhremchik, de kunstenaar, en vervolgens aan de Wit-Russische Republikeinse Academie van Beeldende Kunsten, gespecialiseerd in schone kunsten. Alesya schreef al verhalen sinds haar tiende jaar en studeerde af met een Master in de kunstwetenschappen. Deze opleiding was de basis voor haar verdere werk, waarin literaire kunst nauw verweven is met artistieke vormgeving.
In 2008 kwam ze  in de Belgische provincie Limburg terecht.

In 2022 publiceerde ze haar debuutroman Yaxil Tun, een fantasie−avonturenroman.  Het boek verscheen in drie talen namelijk in het Engels, Russisch en Nederlands. In het verhaal wordt de Mayacultuur vanuit een eigen perspectief beschreven. Ook het thema waarbij de planeet door egoïsme wordt verwoest komt aan bod. Inspiratie voor het boek was afkomstig van de vele reizen en het duiken. Yaxil Tun werd opgedragen aan iedereen die zich bewust is van milieuproblemen en de schoonheid van de zee. De literaire context is aangevuld met illustraties van Baldassari zelf. Daarnaast maakte ze ook 20 bijhorende schilderijen die eind 2022 werden tentoongesteld in het Cultureel Centrum van Maasmechelen.In duikcentrum TODI werd op 12 november 2022 het boek 'Yaxil Tun, mysterie uit de diepte' van Alesya Baldassari voorgesteld.
Een tweede kinderboek Zeemeerminnetje Anastasia en haar waterwereldvriendjes, ze voor haar dochter schreef, volgde in 2024. Zeemeerminnetje Anastasia en haar waterwereld vriendjes is een interessant en magisch kinderverhaal over een zeemeerminnetje dat met haar magische vriendjes de onderwater Olympische Spelen proberen te redden tegen de snode plannen van enkele onderwater- figuurtjes. In dit boek leren de kindjes iets meer over de zee, zeedieren en de vervuiling. Het toont ook het verschil tussen goede en slechte karakter-eigenschappen. Kortom een leuk kinderverhaaltje dat tevens educatief is.  In datzelfde jaar exposeerde Baldassari ook in de bibliotheek  Maasmechelen met het kunstwerk Magische onderwaterwereld.
In augustus 2024 verwijderde Amazon Kindle zonder uitleg het Engelstalige boek Alesya Baldassari Yaxil Tun van zijn platform.  Het boek zat in twee omslagen en er waren twee jaar lang geen problemen.  Er zijn hierover onderhandelingen begonnen met Voor U Opgelost  Het Belang van Limburg en tot nu toe heeft Amazon Kindle niet op het verzoek gereageerd .

## Kunstwerken
Een selectie van kunstwerken van Baldassari zijn:
- Yaxil Tun
- Elisa and the Sea
- Magische liefde
- Het geheim van de Fluit
- Magische onderwaterwereld
- Elisa en de blauw geringde octopus
- De visioen van Elisa
- Elisa's droom
- Planeet Yax
- Op zoek naar liefde
- De onderwater koninkrijk van Elisa & Alex
- Elisa and her angel
- Kukulkan
- Elisa en Franco
- Elisa en Pedro
- Elisa en Fluit
- Nautilus Pompilius
- Gekhedzh op Yax
- Birth
- Blue Symphony

## Publicaties
- 2022: Yaxil Tun - Het mysterie uit de diepte. Uitgeverij Boekscout. ISBN 9789464680034
- 2023: Zeemeerminnetje Anastasia en haar waterwereldvriendjes. Uitgeverij Boekscout. ISBN 9789464898163